# Audrey Merle
Audrey Merle (Clermont-Ferrand, 19 de mayo de 1995) es una deportista francesa que compite en triatlón y duatlón.
Ganó dos medallas en el Campeonato Mundial de Triatlón por Relevos Mixtos, en los años 2014 y 2015. Además, obtuvo una medalla de oro en el Campeonato Europeo de Duatlón de 2021.

## Palmarés internacional
| Campeonato Mundial por Relevos Mixtos | Campeonato Mundial por Relevos Mixtos | Campeonato Mundial por Relevos Mixtos | Campeonato Mundial por Relevos Mixtos |
| Año                                   | Lugar                                 | Medalla                               | Prueba                                |
| ------------------------------------- | ------------------------------------- | ------------------------------------- | ------------------------------------- |
| 2014                                  | Hamburgo (Alemania)                   | Medalla de plata                      | Relevo mixto                          |
| 2015                                  | Hamburgo (Alemania)                   | Medalla de oro                        | Relevo mixto                          |

| Campeonato Europeo | Campeonato Europeo    | Campeonato Europeo | Campeonato Europeo |
| Año                | Lugar                 | Medalla            | Prueba             |
| ------------------ | --------------------- | ------------------ | ------------------ |
| 2021               | Târgu Mureș (Rumania) | Medalla de oro     | Individual         |